# Erbswurst

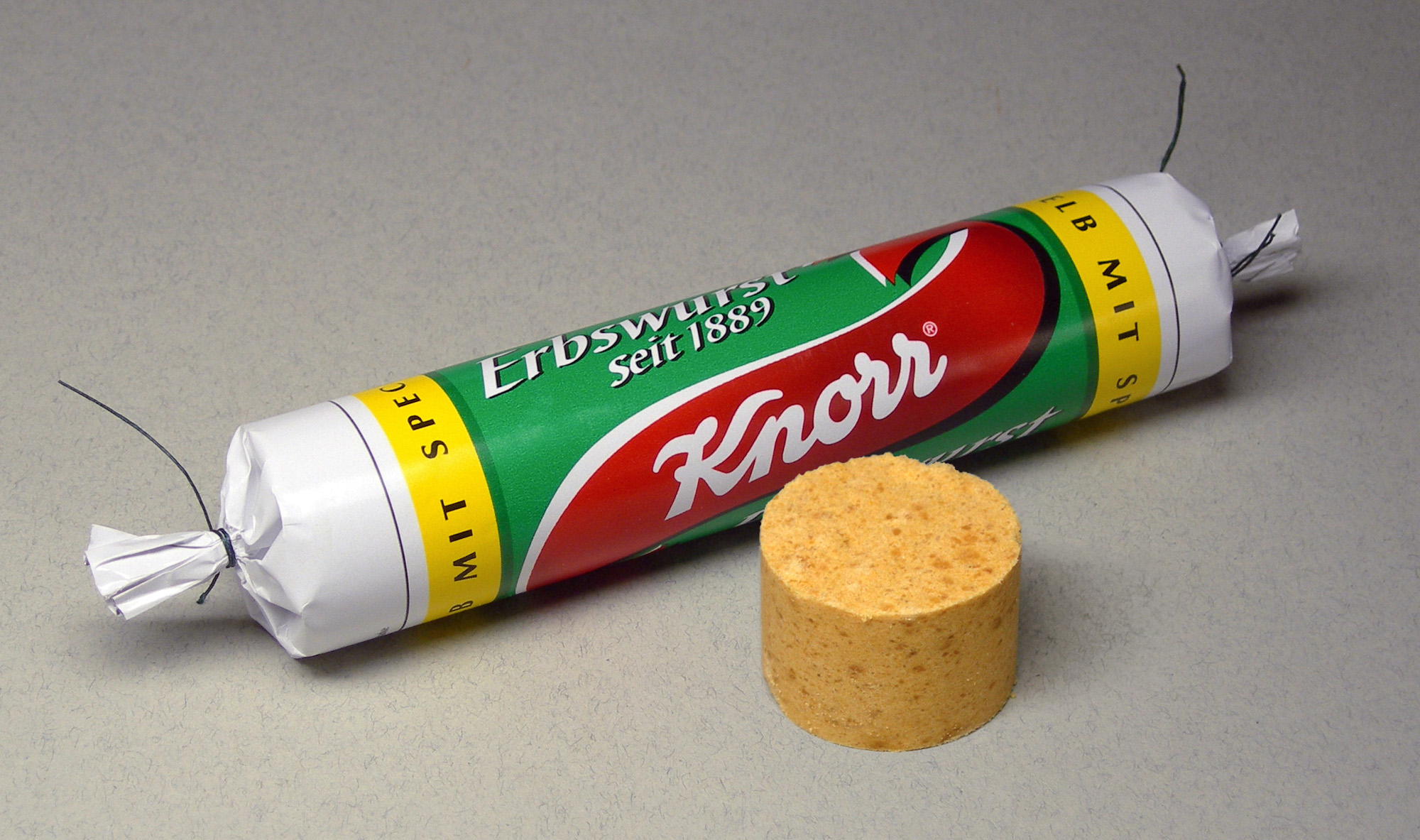
Pasta de erbswurst en su envoltorio típico.

La erbswurst era uno de los más viejos platos instantáneos que se pudo encontrar en los supermercados alemanes y se empleó en la elaboración de la sopa de guisantes (Erbsensuppe). Se comercializó en paquetes o tubos dosificadores. El producto tenía forma de pasta y sólo mezclando con agua hirviendo en unos minutos se obtenía una sopa de guisantes lista para comer.
La empresa Knorr que pertenece al grupo Unilever decidió de parar la producción a finales del año 2018, debido a baja demanda.

## Características
La composición tradicional de la erbswurst es principalmente harina de guisante a la que se le añade unas pequeñas cantidades de tocino, cebollas, sal, aroma y extracto de levadura y saborizantes. Todo ello, con una consistencia en forma de pasta, se embute en un papel de pergamino con el objeto de parecer al consumidor una salchicha. 

## Historia
La pasta fue puesta en conocimiento de la sociedad en el año 1867 por el fabricante de conservas Johann Heinrich Grüneberg de Berlín. Pronto llegó a vender su invento al estado prusiano por la cantidad de 100.000 vereinsthaler y en 1870 llegó a ser empleado en la ración del rancho militar de los soldados de la guerra Franco-prusiana como una ración de supervivencia (eiserne Ration). Antes de la guerra se hicieron investigaciones por parte del ministerio de la guerra prusiano acerca de su valor nutritivo de cara a ser empleado como ración, se pudo ver que la supervivencia de los soldados era garantizada durante semanas con esta pasta y un poco de pan. Al empezar la guerra Franco-prusiana estaba la industria de alimentación dando trabajo a 1700 trabajadores llegando a producir díariamente 7 toneladas (posteriormente 65) y en total entre 4000 hasta 5000 toneladas de pasta.
Hoy en día la pasta se comercializa bajo la marca Knorr de la multinacional Unilever.